# Чиняиха
Чиняиха — остров на озере Чаны в Новосибирской области России. Входит в состав регионального ООПТ. До 1975 г. на острове располагалась деревня Чиняиха.

## Археологические раскопки
В 1928 году омский археолог Варвара Левашова руководила на острове вскрытием двух курганов и обследованием расположенного здесь городища.

## Культура

### Чиняевская игрушка
На острове находят фрагменты детских глиняных игрушек, которые имеют ряд особенностей: они сжаты по вертикали, ручки прижаты и сложены на животе. Чиняевская игрушка появилась в XVIII веке как народная память о необычных существах, якобы обитавших на островах озера Чаны. В 2014 году игрушка была представлена на I Всероссийском фестивале народной культуры в Сочи.

### Легенды
Об острове сохранилась легенда с разными вариантами окончания.